# کراسنی خولم

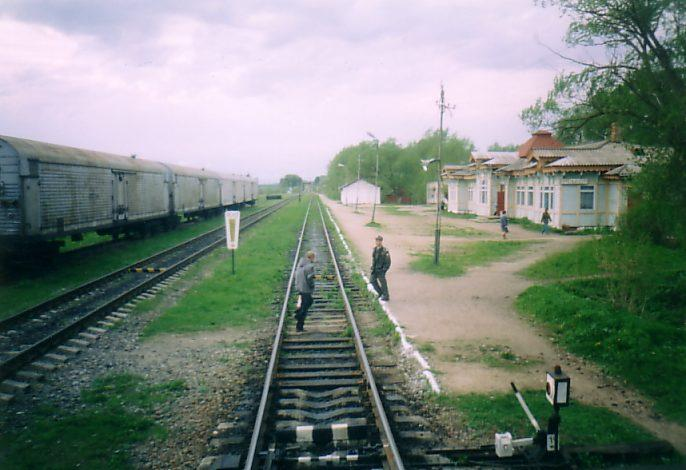
ایستگاه راه‌آهن در کراسنی خولم

شهر کراسنی خولم (به روسی: Красный Холм) در کشور روسیه و در اوبلاست ور واقع شده‌است.